# Бедошвили, Вахо
Вахо Бедошвили — грузинский футболист, нападающий нижегородского клуба «Пари НН».